# Martín López-Vega
Pour les articles homonymes, voir Martin López (homonymie), López et Vega (homonymie).
Martín López-Vega est un poète asturien né à Po, près de Llanes, en 1975. Il écrit en asturien et en espagnol, essentiellement de la poésie et des récits de voyage.  Il a publié également deux anthologies de la littérature asturienne contemporaine.

## Publications

### Enasturien
- Esiliu ("Exil", poésie, 1998)
- Les coraes de la roca ("Les entrailles de la roche", poésie, en collaboration avec  Chechu García, 1999)
- La visita ( "La visite", poésie, 2000)
- El sentimientu d'un occidental ("Le sentiment d'un Occidental" , prose,  2000)
- Piedra filosofal ( "Pierre philosophale", poésie, 2002)
- Parte metereolóxicu pa Arcadia y redolada ("Bulletin météo pour l'Arcadie et alentours", prose,  2005).

### Encastillan
- Objetos robados ("Objets volés", poésie, 1994)
- Travesías ("Traversées", poésie, 1996)
- Cartas portuguesas (Lettres portugaises, récit de voyages, 1997)
- Los desvanes del mundo ("Les greniers du monde", prose, 1999)
- La emboscada ("L'embuscade" ,  'poésie', 1999)
- Equipaje de mano ("Bagages", poésie, 2000)
- Mácula ("Macule", poésie, 2002).
- Árbol desconocido ("Arbre inconnu", poésie 2002)
- Elegías romanas ("Elégies romaines", poésie, 2004)
- Gótico cantábrico ("Gothique cantabrique", poésie, 2017)

## Anthologies
- Fruta del tiempo ("Fruits de saison", anthologie de la poésie asturienne contemporaine, 2002)
- La tierra escrita ("La terre écrite", anthologie de la narrative asturienne contemporaine, 2002)